# Црна књига (филм из 2010)
„Црна књига“ Континуитет злочина над Србима у XX вијеку је српски документарни филм из 2010. године у продукцији Савеза логораша Републике Српске. Говори о страдању Срба на подручју бивше Југославије током двадесетог вијека.
Заједно га је направио ауторски тим Далибор Јосиповић и Милан Кнежевић. Инцијатори пројекта су Бранислав Дукић и Боро Медић. У филму су кориштени многобројни архивски снимци из Првог и Другог свјетског рата, као и из периода распада СФР Југославије.